# Drammenshallen
Drammenshallen – norweska hala widowiskowo-sportowa w Drammen. Została otwarta w 1978. Jest głównie używana do gry w piłkę ręczną. Mecze na nim rozgrywa miejscowy klub Drammen HK. Hala może pomieścić 4000 osób, a podczas koncertów 6000. Wystąpili w niej m.in.: Iron Maiden, Eric Clapton, Paul Simon, Bob Marley, Bob Dylan, Thin Lizzy oraz Queen.